# Ludwig Strasser

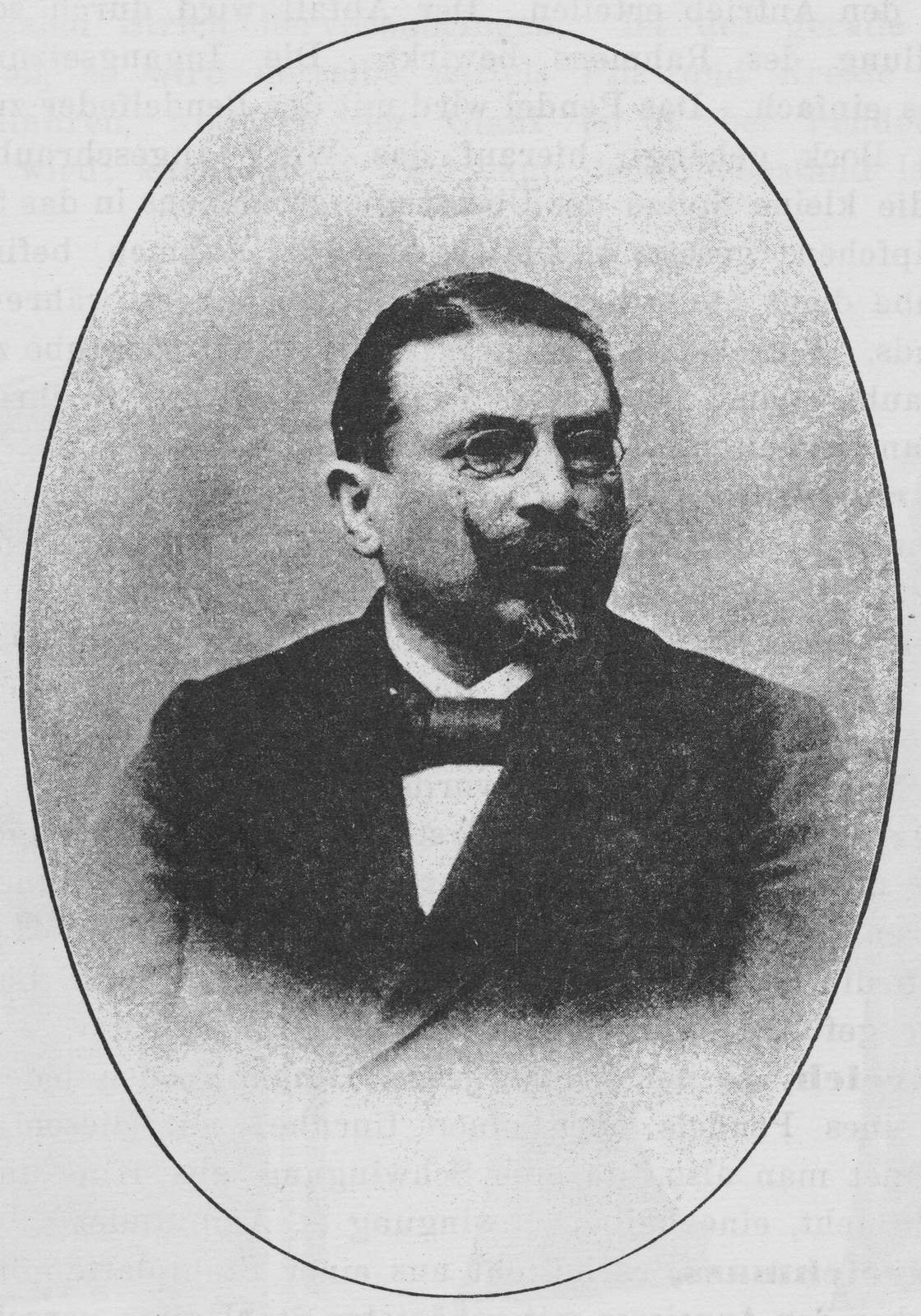
Ludwig Strasser

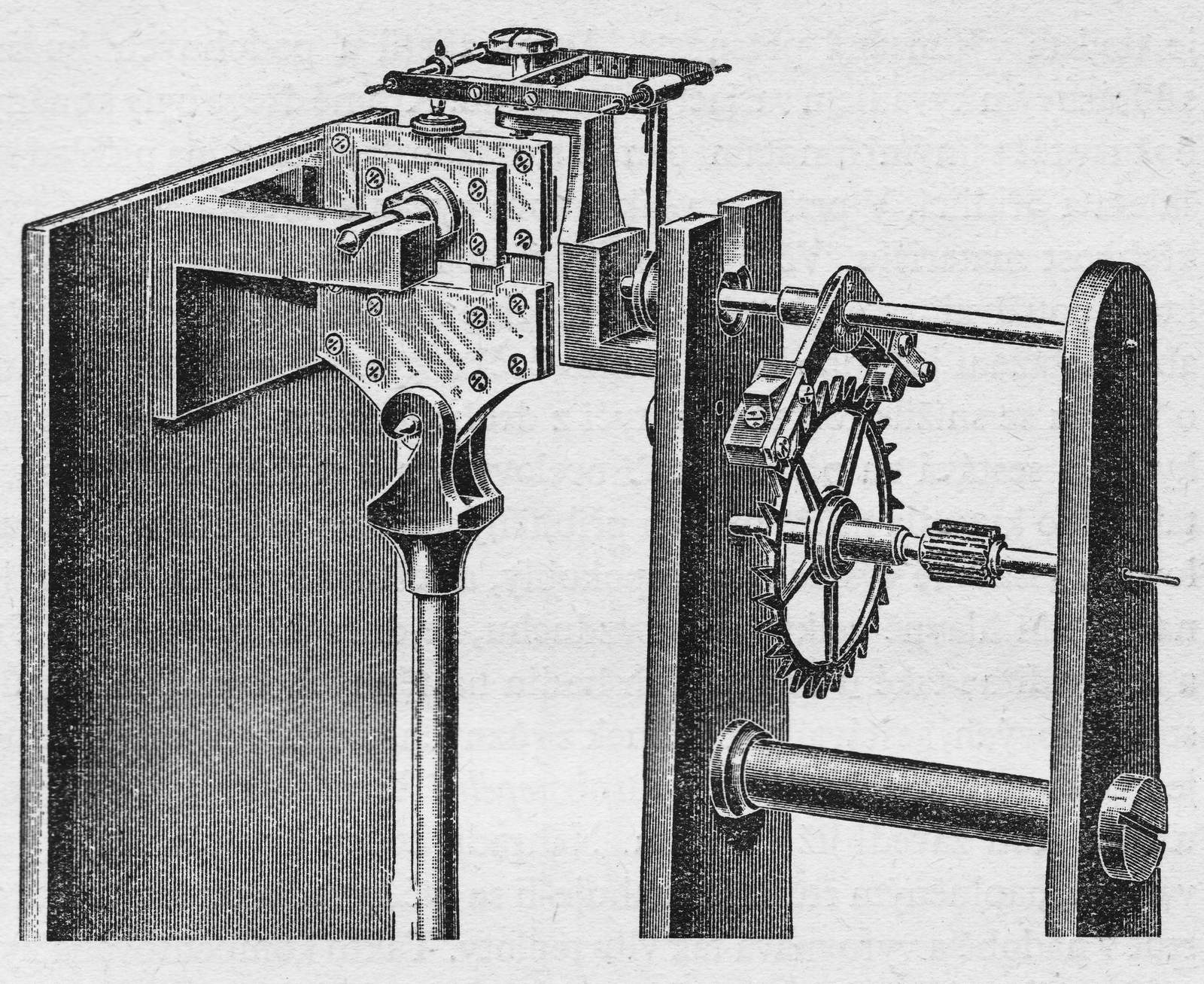
Strasser echappement

Ludwig Strasser (15 december 1853 - 12 augustus 1917) was een Duits uurwerkmaker en docent aan de Deutsche Uhrmacherschule Glashütte. Strasser speelde een belangrijke rol bij de laatste technische ontwikkelingen van het slingeruurwerk, voor de komst van het kwartsuurwerk in 1927.

## Biografie
Strasser werd in 1853 in Würzburg geboren. Reeds op dertienjarige leeftijd kwam hij in de leer bij uurwerkmaker Sebastian Geist. In 1871 verhuisde Strasser naar het Saksische Glashütte om er bij de gerenommeerde uurwerkmaker Moritz Grossman te werken. Daarop volgde een jaar in Leipzig bij een torenuurwerkmaker. Voor een opdracht van deze werkgever keerde Strassen naar Glashütte terug, waar hij met de monteur Gustav Rohde de Mechanischen Werkstätten Strasser & Rohde oprichtte. Deze fabriek vervaardigde meetapparatuur, zeer nauwkeurige slingeruurwerken en chronometers. 
Niet veel later vond hij het "vrije veerkrachtechappement" uit, waarbij de slinger werd losgekoppeld van het gaande werk en daardoor zuiverder (nauwkeuriger) kon bewegen. Op deze constructie verkreeg hij octrooi en zij werd later naar hem vernoemd. Dit echappement was een van de laatste grotere verbeteringen aan mechanische uurwerken, voordat het kwartsuurwerk zijn intrede deed. Ook bedacht Strasser meerdere perfectioneringen van de slinger zelf. Met uitzetten of krimpen door temperatuurwisselingen kan de slingertijd beïnvloed worden en daarmee de nauwkeurigheid van de klok. 
Vanaf 1877 was Strasser betrokken bij de oprichting van de uurwerkmakersschool in Glashütte. Vanaf 1879 doceerde hij aan deze instelling onder meer wiskunde, theoretische mechanica en elektrotechniek. In 1885 werd hij benoemd tot directeur van de uurwerkmakersschool, een functie die hij tot aan zijn dood zou vervullen. In zijn eigen bedrijf was Strasser allengs minder actief, totdat hij zich er in 1914 geheel uit terugtrok.
In 1902 werd hij benoemd tot "Koninklijk Saksisch Professor" en in 1910 werd hem het Ridderkruis 1e klasse van de Albrechtsorde verleend. Strasser overleed in 1917.